# Ishinomaki
Ishinomaki (石巻市 Ishinomaki-shi?) es una ciudad localizada en la prefectura de Miyagi, Japón. En octubre de 2018 tenía una población de 143.069 habitantes y una densidad de población de 258 personas por km². Su área total es de 554,58 km².

## Geografía
Ishinomaki es una ciudad ubicada al noreste de la prefectura de Miyagi. La ciudad limita con la bahía de Matsushima al sur, la bahía de Kesennuma al norte y las montañas Kitakami al oeste. Su borde costero forma parte del Parque Nacional Sanriku Fukko, que se extiende hasta el norte a la prefectura Aomori. Ishinomaki incluye Tashirokima (también conocida como la "Isla de los gatos"), Ajishima y Kikasan, tres islas hacia la costa sur de la Península Oshika.

### Municipios circundantes
- Prefectura de Miyagi
  - Tome
  - Higashimatsushima
  - Wakuya
  - Misato
  - Onagawa
  - Minamisanriku
  - Matsushima

## Clima
Ishinomaki tiene un clima húmedo, caracterizado por veranos cálidos e inviernos fríos. El promedio de temperatura anual para Ishinomaki es de 11.7 °C. El porcentaje de lluvias anuales corresponde a 1174 mm, con septiembre como el mes con más lluvias y cuyas temperaturas más altas se alcanzan en agosto, rondando los 24.2 °C y las más bajas en enero, cercano a los 0,6 °C.

## Demografía
Según datos del censo japonés, la población de Ishinomaki ha disminuido en los últimos años.
| Año del censo | Población |
| ------------- | --------- |
| 1995          | 178.923   |
| 2000          | 174.778   |
| 2005          | 167.324   |
| 2010          | 160.826   |
| 2015          | 147.214   |

## Historia
El área donde se ubica la actual Ishinomaki perteneció en el pasado a la Provincia de Mutsu. El área fue disputada por varios clanes Samuraís antes de que el área fuera controlada por el Clan Date durante el Periodo Edo. La ciudad prosperó como un gran puerto y centro de transporte para la zona costera entre Edo y el norte de Japón. La ciudad de Ishinomaki fue establecida como distrito de Oshika el 1 de junio de 1889 con el establecimiento del actual sistema de municipalidades.
La ciudad actual fue fundada el 1 de abril de 1933. El 1 de abril de 2005, Ishinomaki absorbió las ciudades vecinas de Kahoku, Kanan, Kitakami, Monou y Ogatsu, y la ciudad de Oshika, que cuadruplicó el área y agregó cerca de 60.000 habitantes a su población total.
La ciudad de Ogatsu es regionalmente famosa por sus piedras de tinta y tiene un festival de moluscos en el verano. Ayukawa, una ciudad en Oshikia, fue antiguamente una base para varios barcos balleneros japoneses.

### Terremoto y tsunami de 2011
Ishinomaki se encuentra entre los municipios más afectados por el terremoto y posterior Tsunami que afectó a Japón el 11 de marzo de 2011. Varios tsunamis, de cerca de 10 metros de altura aproximadamente, recorrieron cerca de 5 kilómetros al interior desde la costa. El maremoto destruyó cerca del 80% de las casas en el puerto costero de Ayukawa y el vecindario de Kadonowaki fue arrasado. Aproximadamente el 46% de la ciudad fue inundada por el tsunami.  Después del maremoto, se encontró intacta una estatua de Kamen Rider, a pesar del daño al área circundante; un periodista de Tokio Sports esperaba que diera simbólicamente esperanza a los sobrevivientes del desastre.
Muchas escuelas públicas fueron completamente destruidas, incluida la escuela Elemental Ishinomaki Okawa [Ishinomaki Okawa Elementary School (大川小学校?)], que perdió a 70 de sus 108 estudiantes y a 9 de los 13 maestros y personal. Aún hay ira en alguno de los padres de los estudiantes fallecidos, dado que los profesores desperdiciaron tiempo valioso discutiendo de si se debía evacuar a tierras más altas y cuando la decisión fue finalmente tomada, los profesores decidieron evacuar a unas tierras altas que implicaban que debían cruzar un puente sobre un río. Fue entonces cuando los estudiantes y profesores fueron barridos por el tsunami. Muchos de los padres consideraron ilógica la decisión, porque hay una colina detrás de la escuela, que podrían haber alcanzado con mayor prontitud. Uno de los profesores intentó persuadir a los otros profesores de llevar a los estudiantes a la colina justo después del terremoto pero no lo consiguió, por lo que se marchó junto con un alumno al que logró persuadir de acompañarle, logrando ambos sobrevivir. Otro de los maestros que sobrevivió al tsunami se suicidó en el puente tiempo después.
El 17 de junio de 2011, se confirmó un total de 3.097 fallecidos en Ishinomaki debido al tsunami y 2.770 desaparecidos. Aproximadamente 29 000 residentes de la ciudad perdieron sus hogares.
Ishinomaki es una de las ciudades que emplea varios maestros extranjeros para enseñar inglés en sus escuelas elementales y primarias, así como también en dos secundarias municipales.La maestra americana Taylor Anderson falleció debido al tsunami de 2011. Desde su muerte, su familia a estado activa en el proceso educacional del distrito de Ishinomaki, y ha implementado programas para perseverar la enseñanza del inglés.
El terremoto movió la ciudad al sureste y hacia abajo, disminuyéndola en aproximadamente 1,2 metros en algunas áreas y  causando que se inundara dos veces al día debido a la marea alta. Una playa de arena en el área de Kadonowaki desapareció completamente y la marea actualmente llega a la muralla que anteriormente separaba la playa de la carretera. Cercano a las islas Mangakan, un área peatonal con bancos fue parcialmente sumergida por el río.

## Gobierno
Ishinomaki tiene una forma de gobierno municipal con un alcalde elegido directamente y una legislatura municipal unicameral de 30 miembros.

## Economía
Ishinomaki se ha caracterizado normalmente por su zona pesquera y en especial por el cultivo de ostras.

## Educación
- Ishinomaki Senshu University
- Ishinomaki tiene 36 escuelas elementales públicas, 20 primarias públicas y 1 escuela secundaria pública operada por el gobierno de la ciudad y 7 escuelas secundarias públicas operadas por la junta de educación de la prefectura de Miyagi. La prefectura también opera una escuela de educación especial.

## Transporte

##### Trenes
- JR East – Ishinomaki Line
- JR East – Senseki Line
- JR East – Kesennuma Line

###### Buses Interurbanos
Diariamente se agendan buses interurbanos para las siguientes ciudades, a través del Sanriku Expressway, que parten desde la estación de Ishinomaki.
- A Sendai via Aeon Ishinomaki Shopping Center (Mall), por Miyakou Bus Co. Ltd., una subsidiaria de  Miyagi Transportation (Miyagi Kotsu) Co., Ltd.
- A Shinjuku, Tokyo via Shibuya (overnight): via Sendai, operada por Miyagi Transportation (Miyagi Kotsu) Co., Ltd. y Keio Dentetsu Bus Corporation

###### Carreteras
- Sanriku Expressway (Ishinomaki-kanan, Kahoku, Monou-toyosato y Monou-tsuyama )
- National Route 45
- National Route 108
- National Route 398

### Puertos
- Puerto de Ishinomaki

## Atracciones Locales
- San Juan Bautista, una réplica de un barco comisionado en 1613 por Date Masamune para transportar un embajador hasta el papa en Roma.
- Museo del manga de Ishinomori junto con la Ruta del Manga, celebrando el legado del Mangaka Shotaro Ishinomori.
- La Iglesia ortodoxa de San Juan el apóstolo en Ishinomaki.
- Los Jardines Saitō
- Los campos de caña en la boca del río Kitakami en Ishinomaki está listado como uno de los 100 paisajes sonoros a visitar por el Ministerio de Medio Ambiente.[16]

## Ciudades hermanadas
- Civitavecchia, Lacio, Italia, desde el 12 de octubre de 1971.
- Hagi, Yamaguchi, Japón.
- Kahoku, Prefectura de Yamagata, Japón.
- Hitachinaka, Ibaraki, Japón.
- Wenzhou, Zhejiang, China.